# Saint-Griède
Saint-Griède é uma comuna francesa na região administrativa de Occitânia, no departamento de Gers. Estende-se por uma área de 7,52 km². Em 2010 a comuna tinha 149 habitantes (densidade: 19,8 hab./km²).